# (2469) Tadjikistan
(2469) Tadjikistan (1970 HA) – planetoida z pasa głównego asteroid okrążająca Słońce w ciągu 5,49 lat w średniej odległości 3,11 au. Odkryta 27 kwietnia 1970 roku.